# Hospital de Spanish Town
El Hospital de Spanish Town (en inglés: Spanish Town Hospital) es un centro de salud localizado en Spanish Town, en la isla caribeña de Jamaica. Se encuentra cerca del centro de la ciudad, en los alrededores de una estación de policía.
El 24 de junio de 2007, la cantante danesa Natasja Saad se vio involucrada en un accidente en su vehículo y más tarde murió en el hospital.